# Враувенаккер
Враувенаккер (нід. Vrouwenakker) — село в нідерландській провінції Південна Голландія. Входить до муніципалітету Нюкоп. Його населення станом на 2007 рік складало 310 осіб.